# Gianfranco De Marchi
Gianfranco De Marchi (Paese, 7 settembre 1942) è un ex calciatore italiano, di ruolo terzino destro.

## Carriera
Ha disputato 2 incontri nella Serie A 1962-1963 con la maglia  del Venezia, esordendo in massima serie il 28 aprile 1963 in occasione del pareggio esterno con la SPAL. Con i lagunari disputa anche il campionato di Serie B 1963-1964, con 10 presenze all'attivo.
Nella seconda parte della sua carriera diventa una bandiera del Pescara, con cui ha disputato dieci campionati (due di Serie B, sette di Serie C e uno di Serie D).
In carriera ha totalizzato complessivamente 56 presenze fra i cadetti.
È tuttora il terzo giocatore più presente in incontri di campionato con la maglia del Pescara, superato solo da Michele Gelsi e Ottavio Palladini.

## Palmarès

### Giocatore

#### Competizioni nazionali
- Serie C: 1

Pescara: 1973-1974
- Serie D: 1

Pescara: 1972-1973